# Домбрава, Янис

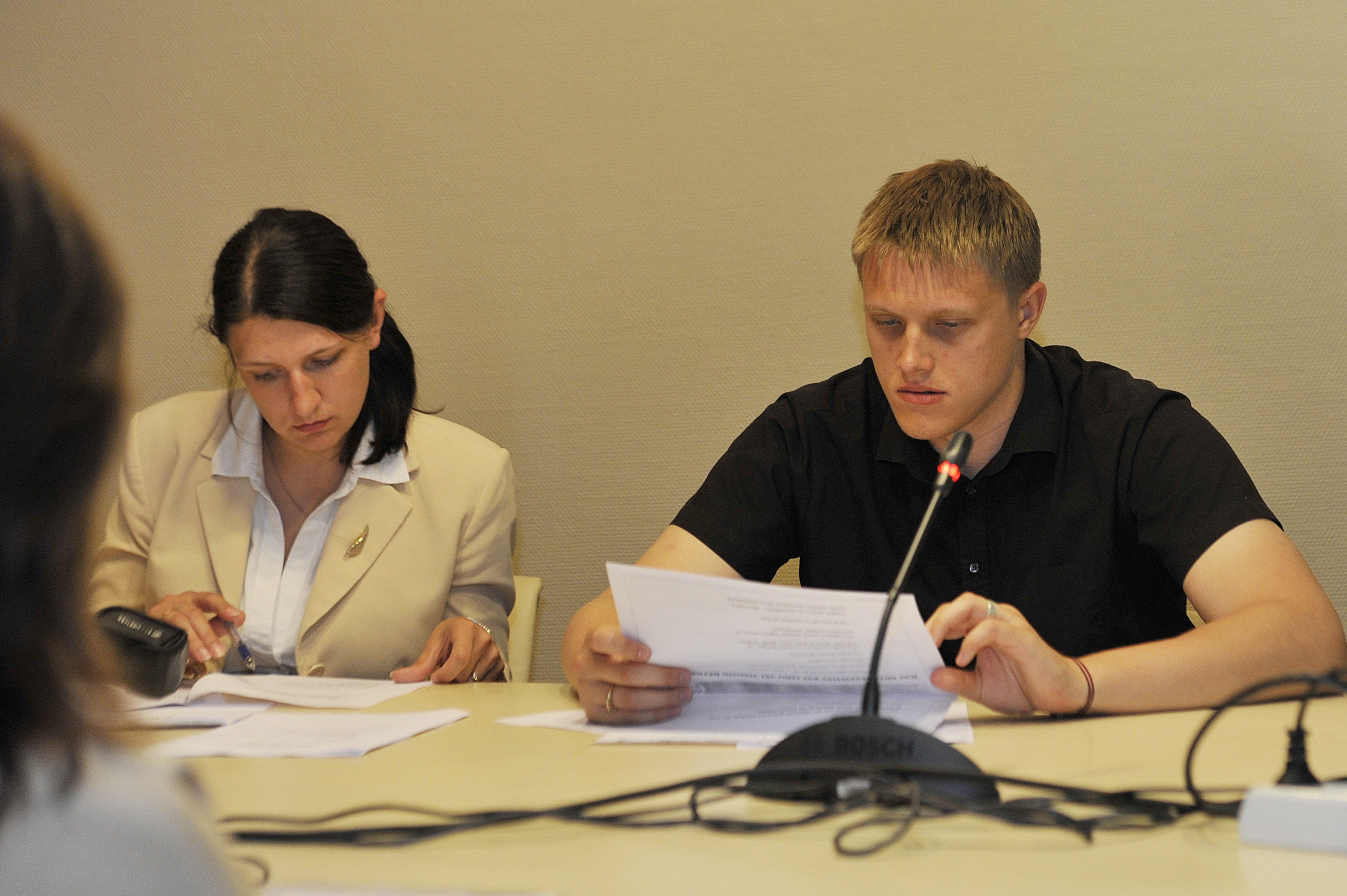
Янис Домбрава в 2012 году

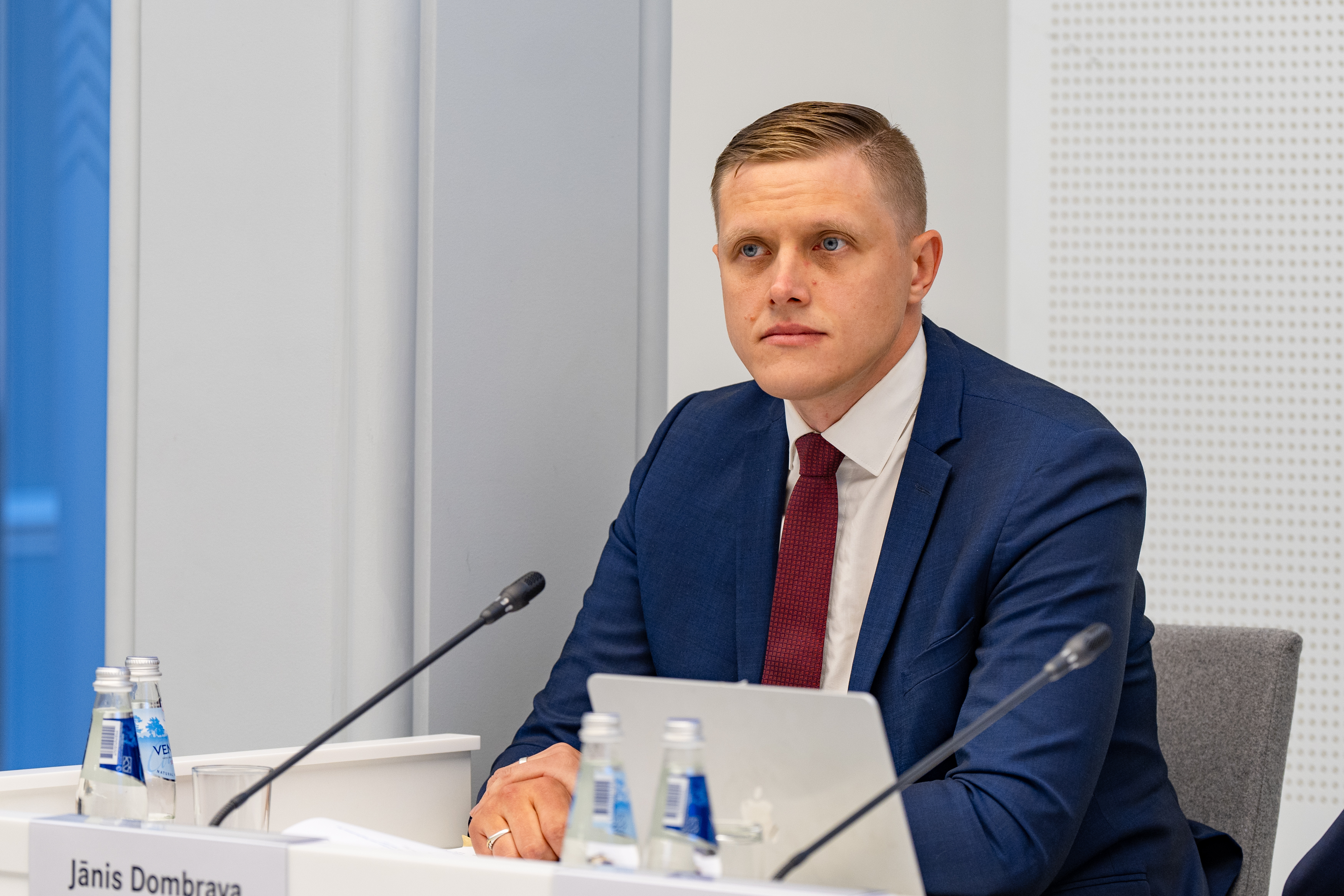
Янис Домбрава в 2024 году, на конференции по влиянию России и Ирана на Израиль и страны Балтии

Янис Домбрава (род. 29 июня 1988 года, Рига) — латвийский политик, депутат нескольких созывов Сейма, член правления и заместитель председателя партии Национальное объединения «Всё для Латвии!» — "Отечеству и свободе/ДННЛ ". Сейчас избран в 14 Сейм, так же был депутатом нескольких созывов Сейма.

## Ранние годы
Родился в Риге. Учился в гимназии имени Натальи Драудзини. После получения среднего образования в вечерней средней (сменной) школе № 8 имени Райниса, поступил в Латвийский университет на факультет Истории и философии, который окончил в 2010 году, получив степень бакалавра.
Домбрава женился на Иеве Берзине, в 2011 году в их семье родилась дочь Развёлся в 2016 году. В 2021 году женился на Анни Асмине. В этом же году у них родилась дочь. В июле 2023 года, у супругов родился сын.
До того, как стать депутатом сейма, Янис Домбрава уже с пятнадцати лет в свободное время работал на разных работах, таких как строительство и сфера IT-технологий.

## Политическая деятельность
В 2005 году вступил в организацию ‘’Всё для Латвии!’’, которая на следующий год преобразилась до политической партии. Был заведующим отделения и членом правления партии Видземского предместья Риги, а позже объединённой Риги.
В 2007 году 8 февраля Янис Домбрава был одним из участников организованной «Всё для Латвии!» акции протеста, участники которой полуголые в 18 ℃ мороз у здания Сейма протестовали против возврата Абрене России. В 2009 году 10 марта «Всё для Латвии!» организовало акцию "Огонь объединения школ" для предотвращения ликвидирования маленьких сельских школ. Акция сумела объединить около 200 школ и 20 000 человек по всей Латвии одновременно зажгли огонь объединения. Янис Домбрава был кандидатом на выборах в Рижскую думу, однако список партии «Всё для Латвии!» не набрал нужную поддержку избирателей.
В 2010 году стал кандидатом на выборах в 10 Сейм от Национального объединения и был избран в Сейм от Видземского избирательного округа. Домбрава — самый юный депутат Сейма после восстановления Латвийской государственности (избран в 22 года, в таком же возрасте только несколькими месяцами ранее в Сейм были избраны Марис Витолс, Юрис Соколовский и Марис Упениекс).
Осенью 2011 года на внеочередных выборах в Сейм Янис Домбрава был избран в 11 Сейм от Национального объединения. Так же поддержку избирателей получил на выборах в 12 Сейм в 2014 году, когда был избран в 12 Сейм. Осенью 2018 года был избран в 13 Сейм, стал первым депутатом Сейма, который в возрасте 30 лет был избран в Сейм четыре раза. В 2019 году был кандидатом на выборах Европарламента, но не был избран.
Домбрава активно работал для ограничения иммиграции, противостоял «квотам беженцев», добиваясь уменьшений социальной поддержки беженцам, а так же призывал не поддерживать Компакт глобальной иммиграции ООН.
В июне 2018 года был включен в «черный список» России из-за своей политической деятельности.
В августе 2021 года в связи с кризисом на Белорусской границе Я.Домбрава неоднократно высказывался о скорости действий для укрепления Белорусско-Латвийской границы, в том числе поддержал идею о полномочиях использования оружия. Позже когда раскрылись большие суммы денег, которые люди платят за то, чтобы попасть на границу ЕС (до 10000 EUR), заявил, что граница должна быть полностью закрыта для нелегальных мигрантов.
В сентябре 2021 года Янис Домбрава выступил против компенсации в 40 миллионов евро европейской общине, аргументируя это тем, что настоящие бенефициары не пострадавшие в холокосте, а отдельные общества, которые связаны с отмыванием денег и Российскими олигархами включенными в санкционный список.

## Политические взгляды

### Иммиграция
Янис Домбрава регулярно высказывал острую критику об иммиграции из стран третьего мира, особенно во время "кризиса мигрантов" в 2015 году. Выступал против «квот беженцев», аргументируя это тем, что мигранты выходят из стран с высоким риском терроризма, пособия для беженцев давят на бюджет стран и мигранты с выраженным отличием культуры создают социальную напряжённость. Домбрава был одним их тех, кому удалось добиться снижения социального пособия для беженцев, объясняя это тем, что «В первую очередь нам нужно думать о своих жителях, а не об иммигрантах из других стран» и заявил, что сумма пособия больше в сравнении с социальными пособиями, которые доступны для местных жителей.
В 2018 году был одним из депутатов, с чьими голосами была принята резолюция, которая призывает правительство не принимать пакт ООН о глобальной миграции.
Янис Домбрава регулярно посвящал острую критику не только беженцам, но и студентам из третьих стран. В 2018 году ажиотаж вызвала статья в которой Домбрава упоминает, что зарубежные студенты используют учёбу в Латвии как возможность получить вид на жительство чтобы в действительности работать на низкоквалифицированной работе на постоянной основе, используя учёбу как прикрытие. До этого и после Янис Домбрава активно высказывался и выступал за реформирование этого вида на жительство.

### Отношения против России и СССР
Янис Домбрава неоднократно выражаел  необходимость "снижения влияния России в Латвии и Прибалтике, в том числе речь шла о  сокращении латвийского сотрудничества латвийских органов местного самоуправления с Россией, вызывая споры о  получении разрешения на временное проживание на территории Латвии, о  приостановлении торговли, также он предложил законопроект об ограничении использования символики СССР в публичных местах,  и  призывал укрепить "Латвийскую защиту против потенциальных военных угроз, которые создаёт Россия".
В 2014 году ещё до Крымской аннексии осуждающе отнесся к министру иностранных дел Эдгару Ринкевичу из-за неспособности осознать и реагировать на угрозу России.
Как депутат Я. Домбрава неоднократно поддерживал предвзято оцененный демонтаж памятника Освободителям Риги, и в 2019 году, когда были собраны необходимые 10000 подписей за демонтаж, участвовал в рабочей группе созданной для этого. В связи с памятником схожего характера в Лимбажи, поддерживал Лимбажский отдел "Даугавпилских ястребов", добившись демонтажа памятника СССР. Когда в связи с этим министр иностранных дел России подал протест Я. Домбрава заявил: «Вступившись за конкретный демонтированный мемориальный камень, Россия себя унижает, пытаясь одновременно оправдать убийства и вступиться за легитимацию их.»
Я. Домбрава считает, что Праздник 9 мая в Латвии - это одна из разновидностей  российской поддержки русской идентичности, идентичности  с СССР, он называет это отношение к Празднику  «Культом 9 мая». Так же он отрицает какую-либо связь памятника с освобождением, что подтверждается тем, как в Эстонии в 1944 году, когда немецкие войска уже отступили и Эстония была провозглашена независимым государством, но независимо от этого СССР их оккупировали.
В 2017 году Я. Домбрава неоднократно выдвигал инициативу чтобы символика времен СССР была снята с перил Каменского моста.
Так же в 2020 году 9 мая в начале пандемии коронавируса, когда были строгие ограничения на собрания, он заявил, что ответственным персонам нужно взять ответственность за неспособность ограничить поток людей к «Памятнику победы».

### Международная деятельность
В 2011 года после выборов президента Белоруссии, когда происходило обсуждение протеста оппозиции, вместе с депутатами фракции национального объединения, подсказал депутатам принять заявление, осуждая случаи насильственного подавления протестующих в Белоруссии. Так же в 2020 году после оглашения результатов выборов президента Белоруссии, был одним из тех, кто призвал организовать новые, легитимные выборы президента Белоруссии.
В 2013 году призвал парламент Эстонии не повторять «ошибок Латвии» в связи с ратификацией договора об эстонско-российской границе, который подразумевал отказ от региона Петсери, схоже с тем, как Латвия отнеслась к правам над Абрене.
На дебатах в Сейме, в Парламентской ассамблеи Европейского Союза и в публикациях осудил реализованную Россией оккупацию территорий Грузии и Украины. В конце 2013 года принимал участие в Майдане на Украине, где указал, что судьбу украинского народа должен решать сам народ Украины, а не запад и восток.
Поддержал заявления Сейма, в которых поддерживается суверенитет и вооруженные силы Украины. Так же принимал участие в связанных с этим компаниях по сбору пожертвований.

### Государственный язык и символика
В 2011 году Янис Домбрава активно участвовал в компаниях по сбору подписей организованных Национальным объединением на единое образование на государственном языке. Поддержал соответствующие поправки к закону на рассмотрение в Сейме. Также был одним из депутатов, которые в 2018 году поддержали образование только на государственном языке на уровне начальной школы. В 2020 году был одним из депутатов, которые поддержали законопроект об обеспечении латышского языка для сторонников детского сада.
В 2012 году, когда проходил референдум о русском языке как втором государственном языке, выражал острую критику сторонникам этой идеи, призывая голосовать против. Среди прочего Я.Домбрава выделил значительную долю сторонников идеи в тюрьме, заявив, что: «Мы можем только судить, что Н. Ушаков и Я. Урбанович хотят заручиться благосклонностью боли ярких сторонников русского языка — преступников, заявив, что будут голосовать за русский язык на референдуме». В связи с референдумом Янис Домбрава упомянул пример Белоруссии, заявив что ввод двуязычия в Белоруссии, фактически довёл до полного искоренения белорусского языка.
Уже в 2012 году заявил о необходимости ввести более строгие штрафы за осквернение Памятника Свободы . В 2020 году добился того, что в Сейм примет законопроект о Памятнике Свободы и Рижском Братском кладбище, который определяет особую зону охраны этих объектов.

### COVID-19 пандемия
В 2020 году 24 февраля, ещё до объявления чрезвычайной ситуации Янис Домбрава и другие депутаты Национального объединения предлагали остановить сообщения между странами затронутыми Covid-19, чтобы не завезти вирус в Латвию и предотвратить введение ограничений государственного масштаба. Похожие предложения — остановить миграцию из-за границы последовал летом и осенью в 2020 году, когда распространение вируса в Латвии было остановлено.
В декабре 2020 года Янис Домбрава опубликовал статью, в которой выражает своё мнение, что не нужно осуждать людей, которые выражают мнение против вакцинации или пандемии, что он объясняет это как «Они все наши соотечественники. Это наше общество. В нём правят разные взгляды и прежде чем осуждать, с начала нужно попробовать их понять. Честная, уважительная коммуникация должна быть со всеми, не только с несколькими.»
В отличие от других партий коалиции, Янис Домбрава так же выступал против обязательной вакцинации отдельных профессий, предлагая в первую очередь позаботиться о вакцинации всех персон, которые находятся в группе риска.

## Результаты выборов
| Год     | Выборы              | Список                  | Округ (а) | Поместите в список | Плюсы | Удаления | Разместите потенциальных клиентов | Результат |
| ------- | ------------------- | ----------------------- | --------- | ------------------ | ----- | -------- | --------------------------------- | --------- |
| 2009 г. | Выборы Рижской думы | Всё для Латвии!         | Рига      | 6.                 | 230   | 92       | 6.                                | не избран |
| 2010 г. | 10. Выборы в Сейм   | Национальная ассоциация | Видземе   | 5.                 | 2151  | 1427     | 3.                                | избран    |
| 2011 г. | 11. Выборы в Сейм   | Национальная ассоциация | Видземе   | 2.                 | 9874  | 1711     | 2.                                | избран    |
| 2014 г. | 12. Выборы в Сейм   | Национальная ассоциация | Видземе   | 2.                 | 12010 | 3110     | 2.                                | избран    |
| 2018 г. | 13. Выборы в Сейм   | Национальная ассоциация | Видземе   | 3.                 | 7438  | 1659     | 3.                                | избран    |